# アウトビアンキ
アウトビアンキ (Autobianchi)は、1955年から1996年に存在したイタリアの自動車ブランドである。

## 概要
1899年設立された自転車メーカービアンキの自動車部門であったが、第二次世界大戦後経営不振に陥り、フィアットとピレリの資金援助で「アウトビアンキ」となった。
Y10は欧州の一部地域ではランチアブランドで販売され、Y10が生産終了し、後継車「ランチア・イプシロン」に譲ると同時にアウトビアンキのブランドも消滅した。

## 車種一覧
- ビアンキーナ
- ステリナ
- プリムラ
- A111
- A112
  - A112アバルト
- Y10